# 완허우량
완허우량(중국어 간체자: 万厚良, 정체자: 萬厚良, 병음: Wàn Hòuliáng, 1986년 2월 25일 베이징시 ~ )은 중국의 전직 축구 선수로 현역 시절 수비수로 활약했다.

## 클럽 경력
2001년부터 2002년까지 베이징 화야 유소년팀에서 선수 활동을 시작한 뒤 2002년부터 2004년까지 세르비아의 CSK 피바라 유소년팀에서 활동했으며 2004년 베이징 런허 입단을 통해 프로에 첫 발을 내딛었다.
그리고 2005년 상하이 선화와의 리그 경기에서 처음으로 선발 출전한 뒤 2008년까지 팀의 주축 수비수로 활약하다가 2009년 대한민국 K리그1의 명문 전북 현대 모터스와 6개월 임대 계약을 맺었고 비록 2009 시즌 공식전 5경기 출장(리그 4경기, FA컵 1경기)에 그쳤지만 전북의 사상 첫 리그 우승에 일조하며 프로 데뷔 후 처음으로 우승의 기쁨을 맛보았다.
전북의 리그 첫 우승에 일조한 뒤 2010년 친정팀인 베이징 런허로 복귀하여 2014년까지 5시즌동안 맹활약하며 2시즌 연속 중국 슈퍼리그 4위(2012, 2013), 2012년 중국 FA컵 준우승, 2013년 중국 FA컵 우승, 2014년 중국 FA 슈퍼컵 우승 등을 이끌었다.
이후 2015년 칭다오 FC로 이적 후 2시즌동안 56경기 2골을 기록하며 2016년 중국 갑급리그 3위 입상에 기여한 뒤 2016 시즌을 마치자마자 베이징 런허로 재복귀하여 2017년 중국 갑급리그 준우승 및 3년만의 슈퍼리그 승격을 이끌었지만 이후 팀은 3시즌만에 다시 갑급리그로 강등되는 수모를 당했다.

## 국가대표팀 경력
중국 U-23 대표팀 시절 자국에서 열린 2008년 하계 올림픽에 출전하여 조별리그 3경기 중 2경기를 소화했지만 팀은 1무 2패·C조 3위에 그치며 조별리그 탈락의 고배를 마셨다.
이후 중국 성인대표팀 소속으로 같은 해에 열린 이란과의 친선 경기(0-2 패)에서 국제 A매치 데뷔전을 치렀으나 2008년 이후에는 국가대표팀에 한번도 발탁되지 못했다.

## 대회 성적

### 클럽
전북 현대 모터스
- K리그1 : 우승 (2009)
- 코리아컵 : 4강 (2009)

베이징 런허
- 중국 슈퍼리그 : 4위 (2012, 2013)
- 중국 FA컵 : 우승 (2013), 준우승 (2012)
- 중국 FA 슈퍼컵 : 우승 (2014)
- 중국 갑급리그 : 준우승 (2017)

칭다오 FC
- 중국 갑급리그 : 3위 (2016)